# Padianallur
Padianallur là một thị trấn thống kê (census town) của quận Thiruvallur thuộc bang Tamil Nadu, Ấn Độ.

## Nhân khẩu
Theo điều tra dân số năm 2001 của Ấn Độ, Padianallur có dân số 20.863 người. Phái nam chiếm 51% tổng số dân và phái nữ chiếm 49%. Padianallur có tỷ lệ 74% biết đọc biết viết, cao hơn tỷ lệ trung bình toàn quốc là 59,5%: tỷ lệ cho phái nam là 79%, và tỷ lệ cho phái nữ là 70%. Tại Padianallur, 10% dân số nhỏ hơn 6 tuổi.